# Royal Bank of Scotland
Ikke at forveksle med Bank of Scotland.
Royal Bank of Scotland (Banca Rìoghail na h-Alba på skotsk gælisk) er en bank med basis i Skotland. Banken er den største bank i Skotland og blandt de allerstørste banker i Europa. Banken blev grundlagt i 1720'erne og blev hurtigt en af Skotlands større banker. 